# 가와니시촌 (이바라키현)
가와니시촌(川西村)은 이바라키현 마카베군에 속했던 촌이다.

## 지리
- 현재의 야치요정의 북동부에 위치한다.

## 역사
- 1889년 4월 1일 - 정촌제 시행에 의해 마카베군 가와니시촌이 성립하였다.
- 1955년 1월 1일 - 니시토요다 촌, 나가유키 촌, 안죠 촌, 시모유키 촌과 합병해 유키군 야치요촌이 성립하여, 동일 가와니시촌은 폐지되었다.

## 참고문헌
- 角川日本地名大辞典編纂委員会『가도카와 일본 지명 대사전 8 茨城県』、가도카와 쇼텐、1983年 ISBN 4-04-001080-9
- 日本加除出版株式会社編集部『全国市町村名変遷総覧』、日本加除出版、2006年、ISBN 4-8178-1318-0